# Собор в Синт-Одилиенберге
Собор в Синт-Одилиенбергe возведён в честь святых миссионеров Виро (Wiro), Плехельма (Plechelmus) и Отгера (Otgerus). Построенный в романском стиле как центр аббатства, в 1957 году из церкви повышен до Собора.

## Археология
Ученые предполагают, что в доисторические времена церковный холм был населен, но никаких доказательств этого не сохранилось. Их отсутствие может говорить лишь о том, что в годы строительства собора все археологические свидетельства были утеряны, так как при выравнивании поверхности был снят слой значительной мощности.
Отдельные находки обугленных черепков на восточном склоне холма, за пределами современной церкви, свидетельствуют в пользу того, что в доримские времена холм служил местом культовых погребений.
Во время обширных раскопок в 1879-1886 гг., были обнаружены свидетельства использования территории в качестве кладбища. В те годы был обнаружен фрагмент камня с рельефом, относящимся к римской дохристианской эпохе. Этот камень в 1950 году был вделан в юго-западный угол часовни Девы Марии.
Раскопки, проводившиеся в 1949-1950 гг., не привели к обнаружению новых находок. При благоустройстве церковной площади в 1977 году были обнаружены глиняные черепки римского времени, а на горе была найдена римская монета. При застройке восточной части местности, примыкающей к церковному холму, были обнаружены фрагменты римского кладбища.

## История
Холм Синт-Петрусберг (нидерл. Sint Petrusberg) над рекой Рур начал застраиваться в VIII веке (более всего источников называют 706 год) тремя англосаксонскими миссионерами, задумавшими создать здесь опорный пункт для христианизации Нижнего Мааса и равнины Нижнего Рейна. 
Первая построенная церковь была освящена в честь апостола Петра. Одновременно были заложены монастырские строения. Наибольшего расцвета монастырь достиг при Карле Великом. В эти годы начала возводиться новая, просторная церковь. Одно время монастырём управлял Алкуин. При нём была заложена школа.
В 843 году, когда империя была разделена между наследниками Карла Великого, земли монастыря отошли к Лотарю Первому, а его сын Лотарь II в 858 году подарил холм с постройками Хунгеру (Hungerus), епископу Утрехтскому. Причиной такого шага стало разграбление Утрехта викингами. В Синт-Одилиенберг была перенесена и епископская кафедра. 
Во второй половине десятого века при утрехтском епископе Балдерике Клевском (нем. Balderik von Kleve) монастырь был полностью восстановлен (известно, что викинги доходили до Рурмонда, их лагерь находился всего в 10 км севернее Синт-Одилиенберга и монастырь одно время страдал от грабителей).
В XII веке часовня Девы Марии, находившаяся при монастыре, стала приходской церковью. В 1240 году церковь и постройки подверглись массовому ограблению, в результате были утеряны или уничтожены все рукописи. Примерно в это же время местность стала называться Одилиенбергом. Приставка "Синт-" появилась позже.
В 1361 году епископия Утрехта была вынуждена покинуть Одилиенберг, поскольку усилилось соперничество за его владение между влиятельными семействами Хекеренсов (владевшими Гельдерном в Германии) и Бронкхорстенов (владельцами Рекема в Бельгии на Маасе). Тем не менее священник остался и продолжал оказывать духовную помощь местному населению до 1398 года.
В XV веке в Одилиенберге начинает работать женский монастырь ордена Святого Креста, переведенный сюда из Германии.

## Нынешний собор
Всё же в 1880—1883 годах церковь была реконструирована, поскольку к тому времени заметно обветшала и внешний вид был подпорчен предшествующими небольшими переделками. Возглавил работу известный в Европе нидерландский архитектор Питер Кёйперс. Ему пришлось восстанавливать фасад, боковые нефы и южную башню церкви.
Во время отступления немецких войск в начале 1945 года были превращены в руины алтарная часть, колокольня и поперечный неф церкви. Восстановление происходило в 50-м году по сохранившимся планам Кёйперса. Работой руководил церковный архитектор Альфонс Бостен (нидерл. Alphons Boosten), поднявший из развалин многие церкви провинции Лимбург.
В 1954 году также были установлены новые витражные окна работы дизайнера Юпа Николаса (нидерл. Joep Nicolas).

## Часовня
Была основана в дополнение к церкви в XI веке. Здесь хранились мощи святого миссионера-основателя, епископа Виро. Часовня веками была местом паломничества. Она служила по назначению до 1680 года.
Имеет большее историческое значение, чем собор. Расположена рядом с собором и посвящена Богородице.